# Jardín de Khan

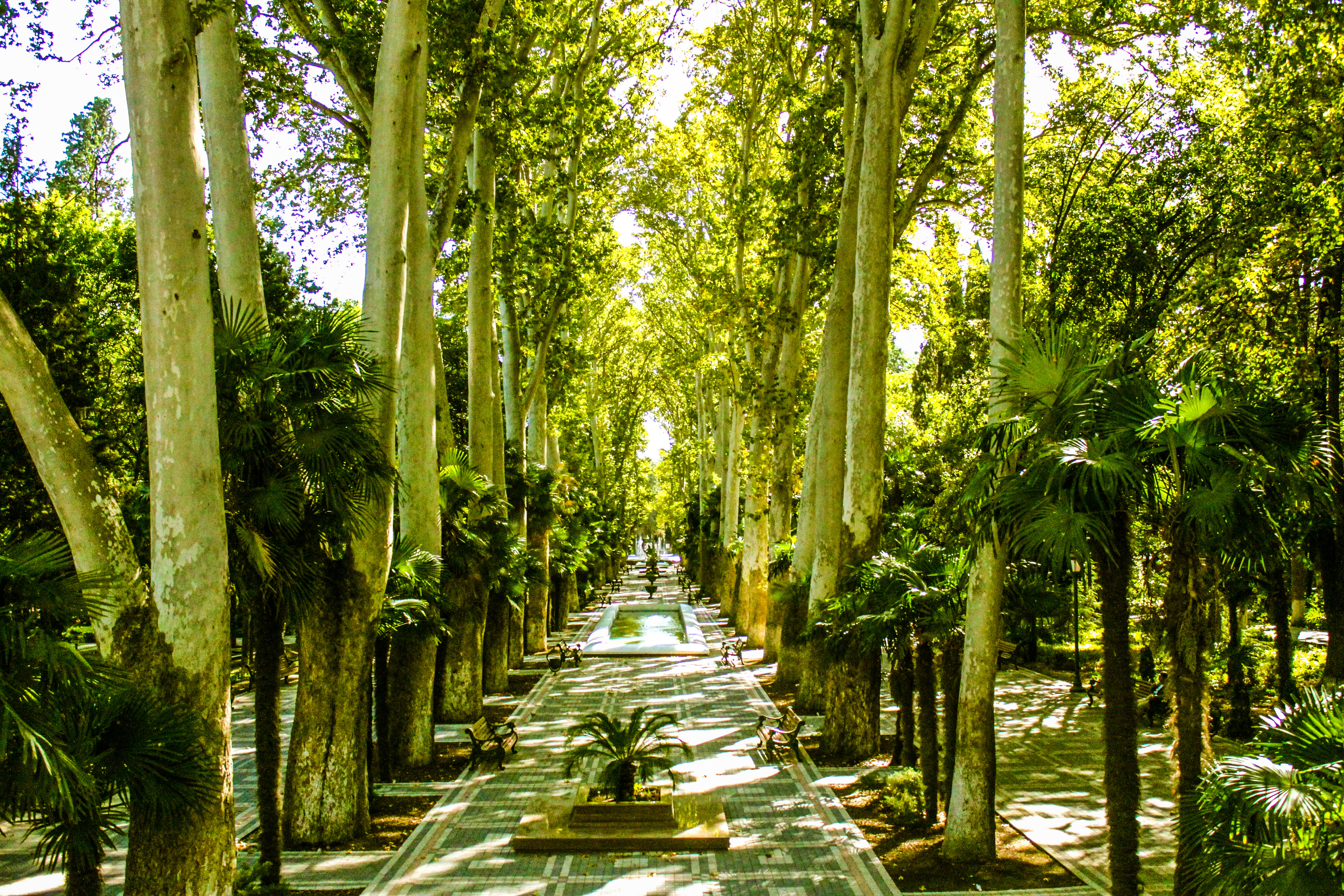
Jardín de Khan en Ganya (Azerbaiyán)

Jardín de Khan – un parque localizado en  Ganya, Azerbaiyán.

## Historia
Javad Khan- el miembro de Dinastía Kayar y el último khan del Kanato  de Ganja de 1786 a 1804 fue un naturalista. El nombre del jardín está relacionado con el nombre de Javad Khan. Khan tuvo un jardín de 52 hectáreas. Los huéspedes extranjeros también le traían flores y árboles diferentes.
Una parte del jardín fue la Fortaleza de Ganya que se levantó por el caudillo turco Serdar Ferhad Pasha en el año 1588. De hecho se suponía que este lugar era el jardín de Serdar Ferhad Pasha desde el año 1582. La batalla de Javad Khan contra los rusos fue realizada allí. Por lo tanto Mijaíl Vorontsov decidió erradicar el jardín y la Fortaleza de Ganya. En el año 1847 a iniciativa de Vorontsov, Jardín de Khan llevó el nombre de Sardar.
Después de los trabajos de reconstrucción, el jardín fue dado el nombre anterior y se llaman Jardín de Khan otra vez. El jardín es actualmente uno de los principales lugares de descanso para los ciudadanos de Ganya.